# Microhyla petrigena
Microhyla petrigena é uma espécie de anfíbio da família Microhylidae.
Pode ser encontrada nos seguintes países: Brunei, Indonésia, Malásia e Filipinas.
Os seus habitats naturais são: florestas subtropicais ou tropicais húmidas de baixa altitude e rios.
Está ameaçada por perda de habitat.